# HD 37124
HD 37124 ist ein Stern der Spektralklasse G4, der von mindestens drei Planeten, HD 37124 b, HD 37124 c und HD 37124 d, umkreist wird. Seine Masse liegt bei etwa 0,9 Sonnenmassen. Seine Begleiter wurden in den Jahren 1999, 2002 und 2005 durch Messungen seiner Radialgeschwindigkeit entdeckt.